# Puerto de Cillero
El puerto de Cillero (en gallego y oficialmente, porto de Celeiro) es un puerto situado en la comunidad autónoma de Galicia, al norte del núcleo urbano de Vivero, y situado dentro de la ría de Vivero. 

## Descripción
Es uno de los puertos de más envergadura del Mar Cantábrico, y con un total de 90 buques censados, es en la actualidad uno de los más importantes de Galicia. Esta flota la componen embarcaciones de bajura-artesanal, cerco, arrastre de litoral, volanta y arrastre del Gran Sol. La especie más importante tanto por volumen como por facturación es la merluza. El centro de distribución de productos tiene una capacidad de descarga, subasta y manipulación de 75 toneladas diarias. Dispone de lonja climatizada, con una superficie construida total de 17 419 m².
Cuenta a su vez con una Cofradía de Pescadores de gran importancia, siendo su patrón mayor en la actualidad Domingo Rey Seijas.

Contraseña de la provincia marítima de Lugo a la que pertenece.

## Helipuerto Costa Norte
En las inmediaciones del puerto se encuentra el Helipuerto Costa Norte (Código OACI: LEPV). Este helipuerto fue construido a finales de los años 80, y una década más tarde modernizado y ampliado a una superficie de 4.000 metros cuadrados.
Este helipuerto es la base del helicóptero apodado "Pesca 2", uno de los aparatos del Servicio de Guardacostas de Galicia, dependiente de la Junta de Galicia.
Desde que se iniciase el servicio de Rescate Aéreo, tres tipos de aeronaves han tenido como base el Helipuerto Costa Norte:
- Agusta Bell 212
- Eurocopter Dauphin - EC-HIM
- Sikorsky S-76 - EC-JET